# 魏挚
魏挚（?—?），中国战国时期魏国第一代魏文侯的小儿子。 
前406年，魏文侯灭中山国，命长子击守中山。三年后，长子击为太子，魏文侯封小儿子挚为中山君。魏挚的曾孙魏牟是道家人物。